# Панкратий (Жердев)
Епи́скоп Панкра́тий (в миру Владисла́в Петро́вич Жердев; род. 21 июля 1955, Молотов) — епископ Русской православной церкви; епископ Троицкий, викарий патриарха Московского и всея Руси, наместник Спасо-Преображенского Валаамского монастыря, председатель Синодальных комиссий  по канонизации святых и по иконописи.

## Биография
Родился 21 июля 1955 года в Перми.

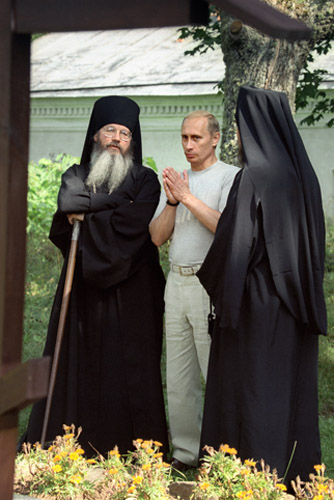
Архимандрит Панкратий (слева) с президентом России Владимиром Путиным. Фотография пресс-службы президента России, 16 августа 2001 года

В 1970—1980 годах обучался сначала на архитектурном отделении Пермского строительного техникума, затем на архитектурном факультете Таджикского политехнического института (Душанбе).
После окончания института работал художником в издательстве, затем стал жить и работать при Никольском соборе города Душанбе.
В 1986 году поступил в Московскую духовную семинарию, осенью этого же года поступил в братию Свято-Троицкой Сергиевой лавры. В те годы, по свидетельству Панкратия, в СССР действовали лишь четыре мужских монастыря — ещё Почаевская лавра, Псково-Печерский монастырь и Свято-Успенский монастырь в Одессе.
Пострижен в монашество 3 июля 1987 года с именем Панкратий, в честь преподобного Панкратия, затворника Киево-Печерского.
18 июля 1987 года хиротонисан во иеродиакона, 8 июня 1988 года — во иеромонаха.
Нёс послушания, связанные с проведением в Троице-Сергиевой лавре Юбилейного Поместного собора Русской православной церкви, посвящённого 1000-летию Крещения Руси, затем нёс послушания помощника эконома, а потом — эконома Троице-Сергиевой лавры, руководил возобновлением издательской деятельности лавры.
17 июля 1988 года возведён в сан игумена, 4 мая 1990 года — в сан архимандрита.
В 1992 году впервые с группой паломников побывал на Святой горе Афон и привёз оттуда благодатный огонь. По возвращении с Афона был приглашён к патриарху Московскому и всея Руси Алексию II, тогда и познакомился с предстоятелем, рассказал ему о поездке. Вскоре после этого подал прошение о переводе в Пантелеимонов монастырь на Афон. В конце 1992 года был вторично приглашён к предстоятелю, где неожиданно узнал о новом назначении — на «северный Афон» (Валаам). Волю священноначалия, по собственному признанию, принял с послушанием и смирением.
На Крещение Господне 1993 года был подписан патриарший указ о назначении Панкратия на Валаам.
18 января 1993 года назначен наместником Спасо-Преображенского Валаамского монастыря.
С благословения духовника Троице-Сергиевой лавры, старца Кирилла с собой на Валаам архимандрит Панкратий пригласил молодого послушника из Македонии, в будущем игумена Мефодия (Петрова), ставшего в монастыре правой рукой настоятеля, его главным помощником в трудах по возрождению обители.
Подписал «Заявление братии Валаамского монастыря» от 26 марта 1998 года, содержащее резкую критику экуменизма.
С мая 2002 года архимандрит Панкратий — председатель правления Патриаршего попечительского совета по возрождению Спасо-Преображенского Валаамского монастыря.
20 апреля 2005 года постановлением Священного синода избран викарием Московской епархии с титулом «Троицкий». 1 июня в крестовом храме в честь Всех святых, в земле Российской просиявших, Синодальной и Патриаршей резиденции в Свято-Даниловом монастыре состоялось наречение архимандрита Панкратия (Жердева) во епископа Троицкого.
2 июня в Богоявленском кафедральном соборе Москвы состоялась хиротония архимандрита Панкратия во епископа Троицкого, викария Московской епархии. Хиротонию совершили: Патриарх Алексий II, митрополит Минский и Слуцкий Филарет (Вахромеев), митрополит Крутицкий и Коломенский Ювеналий (Поярков), митрополит Калужский и Боровский Климент (Капалин), архиепископы Истринский Арсений (Епифанов), архиепископ Владимирский и Суздальский Евлогий (Смирнов), архиепископ Верейский Евгений (Решетников), архиепископ Орехово-Зуевский Алексий (Фролов), архиепископ Хабаровский и Приамурский Марк (Тужиков), епископ Красногорский Савва (Волков), епископ Дмитровский Александр (Тимофеев), епископ Сергиево-Посадский Феогност (Гузиков), епископ Нижегородский и Арзамасский Георгий (Данилов), епископ Люберецкий Вениамин (Зарицкий), епископ Егорьевский Марк (Головков).
Решением Священного синода от 22 марта 2011 года назначен председателем Синодальной комиссии по канонизации святых.
23 октября 2023 года назначен председателем Синодальной комиссии по иконописи.
Духовным отцом Валаамского монастыря Панкратий считает почившего патриарха Московского и всея Руси Алексия II, а современное состояние монастыря, его любимой обители — лучшим памятником Алексию II.

## Награды

### Светские
- Орден «Сампо» (17 июня 2025) — за особо выдающиеся заслуги перед Республикой Карелия и её жителями в общественной деятельности[12]
- Почётная грамота Республики Карелия (3 июля 2015) — за многолетний добросовестный труд, большой вклад в православие и духовно-нравственное воспитание населения республики
- Почётная грамота Президента Российской Федерации (14 августа 2013) — за достигнутые трудовые успехи, активную общественную деятельность и многолетнюю добросовестную работу[13]
- Орден Дружбы (26 мая 2010) — за большой вклад в социально-экономическое, научное и культурное развитие и многолетнюю общественную деятельность[14]
- Почётный гражданин Республики Карелия (2008) — за особые заслуги в восстановлении культурной исторической святыни — Спасо-Преображенского Валаамского ставропигиального мужского монастыря, большой личный вклад в православное и духовно-нравственное воспитание населения и активное участие в реализации социально значимых для республики программ[15]

### Церковные
- Орден преподобного Серафима Саровского II степени (2013) — во внимание к многолетним трудам по восстановлению Спасо-Преображенского Валаамского ставропигиального мужского монастыря [16]
- Орден святого благоверного князя Даниила Московского II степени (2007) — во внимание к архипастырским трудам
- Орден преподобного Серафима Саровского III степени (2007) — во внимание к усердному служению и в связи с 20-летием служения в священном сане[17]
- Орден преподобного Сергия Радонежского II степени (2004) — во внимание к усердным трудам и в связи с 15-летием возобновления монашеской жизни в обители